# Denning (cráter)

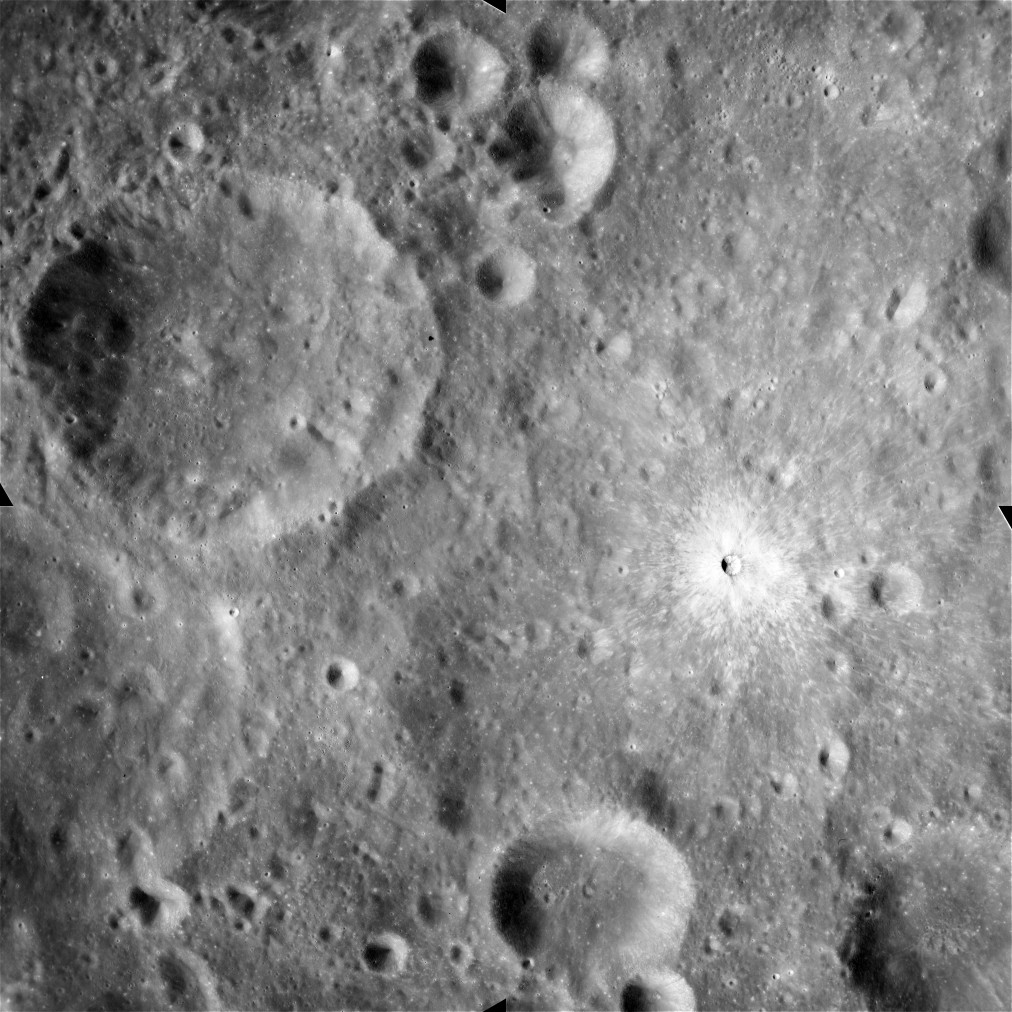
Fotografía de la misión Apolo 15

Denning  es un cráter de impacto que se encuentra en la cara oculta de la Luna, a medio camino entre los cráteres Levi-Civita al sur y Marconi hacia el norte-noreste. Alrededor de a dos diámetros de distancia aparece en el sureste la enorme llanura amurallada del cráter Gagarin.
El borde de este cráter es circular, irregularmente desgastado y con aristas. Presenta una leve elevación central en el punto medio formada al menos por dos colinas. Al suroeste se sitúa el cráter satélite más grande, Denning R. Alrededor de un diámetro al sureste del cráter Denning aparece en la superficie una zona brillante de alto albedo, que muy probablemente fue creada por un pequeño impacto relativamente reciente.

## Cráteres satélite
Por convención estos elementos son identificados en los mapas lunares poniendo la letra en el lado del punto medio del cráter que está más cerca de Denning.
|         | \| Denning \| Coordenadas \| Diámetro \| \| ------- \| ------------------------------- \| -------- \| \| B \| 15°12′S 143°30′E / -15.2, 143.5 \| 32 km \| \| C \| 14°30′S 145°18′E / -14.5, 145.3 \| 17 km \| \| D \| 16°06′S 144°06′E / -16.1, 144.1 \| 14 km \| \| L \| 18°48′S 143°12′E / -18.8, 143.2 \| 21 km \| \| R \| 17°12′S 141°12′E / -17.2, 141.2 \| 72 km \| \| U \| 16°00′S 138°36′E / -16.0, 138.6 \| 30 km \| \| V \| 15°30′S 139°42′E / -15.5, 139.7 \| 26 km \| \| Y \| 14°00′S 142°18′E / -14.0, 142.3 \| 52 km \| \| Z \| 12°54′S 142°30′E / -12.9, 142.5 \| 14 km \| |          |
| Denning | Coordenadas | Diámetro |
| B       | 15°12′S 143°30′E / -15.2, 143.5 | 32 km    |
| C       | 14°30′S 145°18′E / -14.5, 145.3 | 17 km    |
| D       | 16°06′S 144°06′E / -16.1, 144.1 | 14 km    |
| L       | 18°48′S 143°12′E / -18.8, 143.2 | 21 km    |
| R       | 17°12′S 141°12′E / -17.2, 141.2 | 72 km    |
| U       | 16°00′S 138°36′E / -16.0, 138.6 | 30 km    |
| V       | 15°30′S 139°42′E / -15.5, 139.7 | 26 km    |
| Y       | 14°00′S 142°18′E / -14.0, 142.3 | 52 km    |
| Z       | 12°54′S 142°30′E / -12.9, 142.5 | 14 km    |